# Datos legibles por máquina
Los datos legibles por máquina, o datos legibles por computadora, son datos (o metadatos) en un formato que una computadora puede procesar fácilmente. Los datos legibles por máquina deben ser datos estructurados.
La Ley OPEN Government Data, promulgada el 14 de enero de 2019, define los datos legibles por máquina como «datos en un formato que puede ser procesado fácilmente por una computadora sin intervención humana, al tiempo que garantiza que no se pierda ningún significado semántico». La Ley ordena a las agencias federales de EE. UU. a que sean datos abiertos de manera predeterminada, asegurando que «cualquier activo de datos públicos de la agencia sea legible por máquina».
Hay dos tipos de datos legibles por máquina: datos legibles por humanos que están marcados para que también puedan ser leídos por máquinas (por ejemplo, microformatos, RDFa, HTML) y formatos de archivos de datos destinados principalmente al procesamiento por máquinas (CSV, RDF, XML, JSON). Nuevamente, estos formatos solo son legibles por máquina si los datos contenidos en ellos están formalmente estructurados; exportar un archivo CSV desde una hoja de cálculo mal estructurada hace que los datos no sean legibles por máquina.
Legible por máquina no es sinónimo de digitalmente accesible. Un documento accesible digitalmente puede estar en línea, lo que facilita el acceso de los humanos a través de las computadoras, pero su contenido es mucho más difícil de extraer, transformar y procesar a través de la lógica de programación si no es legible por máquina.
eXtensible Markup Language (XML) está diseñado para ser legible tanto por humanos como por máquinas, y la Transformación de lenguaje de hoja de estilo extensible (XSLT) se utiliza para mejorar la presentación de los datos para la legibilidad humana. Por ejemplo, XSLT se puede usar para representar automáticamente XML en PDF. Los datos legibles por máquina se pueden transformar automáticamente para facilitar la lectura humana, pero, en general, lo contrario no es cierto.
A los efectos de la implementación de la Ley de Rendimiento y Resultados Gubernamentales (GPRA), Acta de Modernización; la Oficina de Administración y Presupuesto (OMB), la ley y oficina son de Estados Unidos. Se define que «legible por máquina» de la siguiente manera: «Formato en un lenguaje informático estándar (no en inglés) que pueda leerse automáticamente por un navegador web o un sistema informático (por ejemplo, xml). Los documentos tradicionales de procesamiento de texto y el formato de documento portátil (PDF) son fáciles de leer por los humanos, pero generalmente son difíciles de interpretar por los equipos. Otros formatos, como el lenguaje de marcado extensible (XML ), (JSON) u hojas de cálculo con columnas de encabezado que se pueden exportar como valores separados por comas (CSV) son formatos legibles por máquina. Como HTML es un lenguaje de marcado estructural, etiquetando discretamente partes del documento, las computadoras pueden reunir componentes de documentos para ensamblar tablas de contenido, esquemas, bibliografías de búsqueda bibliográfica, etc. Es posible hacer que los documentos tradicionales de procesamiento de textos y otros formatos sean legibles por máquina, pero los documentos deben Incluye elementos estructurales mejorados».